# Малдун, Томми
Томас А. Малдун (англ. Thomas A. Muldoon; 27 июля 1897, Атлон, Ирландия — 12 октября 1989, Бирмингем, Великобритания), также известный как Томми Малдун (англ. Tommy Muldoon) — ирландский футболист, полузащитник.

## Клубная карьера
В футбол начал играть в клубе «Атлон Таун». За пять лет в клубе взял один трофей — Кубок Ирландии 1924. По итогам триумфального сезона стал одним из пяти игроков «Атлона», включенных в заявку национальной сборной на VIII Летние Олимпийские игры. Кроме Малдуна, в Париж поехали Динни Хэннон, Фрэнк Гент, Падди О’Рейли и Джон Джо Дайкс.
В октябре 1924 года футболист подписал контракт с английским клубом «Астон Вилла», тогда выступавшим в Первом дивизионе. За три года в клубе Малдун отыграл 34 игры. В сентябре 1927 года перешёл в «Тоттенхэм Хотспур», тогда боровшийся за выживание в Первом дивизионе, но за почти два года тридцатилетний ветеран так и не смог дебютировать за клуб. В июле 1929 Малдун вернулся в Уэст-Мидлендс и до 1931 года выступал за клуб «Уолсолл» в Третьем дивизионе, отыграв за три сезона больше пятидесяти матчей.

## Карьера в сборной
В 1924 году вместе с четырьмя сотоварищами по «Атлону» Малдун отправился на VIII Летние Олимпийские игры. За сборную дебютировал 28 мая в матче со сборной Болгарии. Этот матч стал первым в истории сборной Республики Ирландия. Также отыграл матч четвертьфинала со сборной Нидерландов. Также во время проведения Олимпиады появился на поле в товарищеском матче со сборной Эстонии. Матч был организован и назначен на 3 июня, так как обе сборные уже выбыли из турнира. Некоторые источники приписывают третий гол сборной Ирландии именно Малдуну, а не Генту. 
Уже после окончания Олимпиады, 14 июня, Малдун сыграл в товарищеском матче со сборной США, проходившем на «Далимаунт Парк». Последний матч со сборной сыграл 23 апреля 1927 года против Второй сборной Италии, проходившем на «Лэнсдаун Роуд». Будучи на тот момент игроком клуба английского Первого дивизиона «Астон Вилла», Малдун стал одним из первых четырёх ирландских футболистов, сыгравших за сборную Ирландии, выступая за клубы Футбольной лиги. Тремя другими стали Майк О’Брин, Гарри Дагган и Джо Кендрик. Во время самой игры полузащитник получил травму и был заменён.

## Личная жизнь
Родился и вырос в городе Атлон, Ирландия. Обучался сначала в национальной школе Дир-Парк, а в 1912—1914 годах — в Средней школе Святой Марии. После начала Первой мировой войны вступил в ряды Лейнстерского пехотного полка принца Уэльского.

## Достижения

### Клубные

#### «Атлон Таун»
- Обладатель Кубка Ирландии: 1924

### В сборной
- Олимпиада 1924 года: 1/4 финала

## Внешние ссылки
- Профиль игрока (англ.) на сайте Transfermarkt
- Профиль игрока на сайте National Football Teams
- Профиль игрока на сайте Olympedia